# Districtul Huai Phueng
Huai Phueng (în thailandeză ห้วยผึ้ง) este un district (Amphoe) din provincia Kalasin, Thailanda, cu o populație de 30.343 de locuitori și o suprafață de 256,832 km².

## Componență
Districtul este subdivizat în four subdistricte (tambon), care sunt subdivizate în 52 de sate (muban).
| Nr. | Nume               | În thailandeză | Sate | Locuitori |  |
| --- | ------------------ | -------------- | ---- | --------- |  |
| 1.  | Kham Bong          | คำบง           | 15   | 10,367    |  |
| 2.  | Khai Nun           | ไค้นุ่น           | 13   | 6,444     |  |
| 3.  | Nikhom Huai Phueng | นิคมห้วยผึ้ง       | 16   | 9,070     |  |
| 4.  | Nong I But         | หนองอีบุตร       | 8    | 4,462     |  |